# К-Ліга 1
Професійна футбо́льна ліга Коре́ї, або К Ліга (кор. K리그, англ. K League) — вищий футбольний дивізіон Південної Кореї.

## Формат
У змаганні беруть участь 12 професійних клубів. Чемпіонат проводиться у два етапи. На першій стадії всі клуби грають між собою у три кола. Серед них визначається 6 найсильніших. На другому етапі перша шістка розігрує медалі, а друга визначає невдах першості.

## Пониження команд в класі
Нижче К-ліги в південнокорейській ієрархії футболу розташовується напівпрофесійно-аматорська Національна ліга з 14 командами. Чітко обумовлених спортивних правил переходу з К-ліги в Національну лігу і назад немає. Переходи трапляються вкрай рідко, оскільки для потрапляння в K-лігу команда Національної ліги повинна відповідати суворим вимогам щодо інфраструктури і фінансової забезпеченості.

## Історія змагання
Професійна ліга в Республіці Корея з'явилася в 1983 році під назвою Корейська Супер Ліга. До неї увійшли 5 клубів-засновників. Цими клубами були «Аллелуйя» (Іксан) — нині «Ансан Аллелуйя», «Юкон Коккірі» — нині «Чечжу Юнайтед», «ПОСК Долфінс» —— нині «Пхохан Стілерс», «Деу Роялс» — нині «Пусан Ай Парк» та «Кукмін Банк» — нині «Коян Кукмін Банк». «Аллелуйя» став першим чемпіоном країни.
У 1998 році професійна ліга була реформована, і отримала нинішню назву — К-Ліга. З моменту заснування ліга розширилася з 5 до 16 членів. Лише «Юкон Коккірі», «ПОСК Долфінс» і «Деу Ройялс» залишилися в К-Лізі, змінивши назви; «Кукмін Банк» знявся з Супер Ліги після закінчення сезону 1984 року, а «Аллелуйя» наслідувала їхній приклад через рік.

## Чемпіони
| Рік  | Чемпіон                  | Віце-чемпіон             |
| ---- | ------------------------ | ------------------------ |
| 1983 | «Алілуя»                 | «Деу Роялс»              |
| 1984 | Деу Роялс                | «Юкон Коккірі»           |
| 1985 | Лак-Голдстар Хвангсо     | «ПОСКО Атомс»            |
| 1986 | «ПОСКО Атомс»            | «Лак-Голдстар Хвангсо»   |
| 1987 | «Деу Роялс»              | «ПОСКО Атомс»            |
| 1988 | «ПОСКО Атомс»            | «Хюндай Хорангі»         |
| 1989 | «Юкон Коккірі»           | «Лак-Голдстар Хвангсо»   |
| 1990 | «Лак-Голдстар Хвангсо»   | «Деу Роялс»              |
| 1991 | Деу Роялс                | «Хюндай Хорангі»         |
| 1992 | «ПОСКО Атомс»            | «Ільва Чонма»            |
| 1993 | «Ільва Чонма»            | «LG Чітахс»              |
| 1994 | «Ільва Чонма»            | «Юкон Коккірі»           |
| 1995 | «Ільва Чонма»            | «Пхохан Атомс»           |
| 1996 | «Ульсан Хюндай»          | «Сувон Самсунг Блювінгс» |
| 1997 | «Пусан Деу Роялс»        | «Чоннам Дрегонс»         |
| 1998 | «Сувон Самсунг Блювінгс» | «Ульсан Хюндай»          |
| 1999 | «Сувон Самсунг Блювінгс» | «Пусан Деу Роялс»        |
| 2000 | «Анянг LG Чітахс»        | «Пучхон СК»              |
| 2001 | «Соннам Ільва Чонма»     | «Анянг LG Чітахс»        |
| 2002 | «Соннам Ільва Чонма»     | «Ульсан Хюндай»          |
| 2003 | «Соннам Ільва Чонма»     | «Ульсан Хюндай»          |
| 2004 | «Сувон Самсунг Блювінгс» | «Пхохан Стілерс»         |
| 2005 | «Ульсан Хюндай»          | «Інчхон Юнайтед»         |
| 2006 | «Соннам Ільва Чонма»     | «Сувон Самсунг Блювінгс» |
| 2007 | «Пхохан Стілерс»         | «Соннам Ільва Чонма»     |
| 2008 | «Сувон Самсунг Блювінгс» | «Сеул»                   |
| 2009 | «Чонбук Хюндай Моторс»   | «Соннам Ільва Чонма»     |
| 2010 | «Сеул»                   | «Чеджу Юнайтед»          |
| 2011 | Чонбук Хюндай Моторс     | «Ульсан Хюндай»          |
| 2012 | «Сеул»                   | «Чонбук Хюндай Моторс»   |
| 2013 | «Пхохан Стілерс»         | «Ульсан Хюндай»          |
| 2014 | Чонбук Хюндай Моторс     | «Сувон Самсунг Блювінгс» |
| 2015 | Чонбук Хюндай Моторс     | «Сувон Самсунг Блювінгс» |
| 2016 | «Сеул»                   | «Чонбук Хюндай Моторс»   |
| 2017 | Чонбук Хюндай Моторс     | «Чечжу Юнайтед»          |
| 2018 | Чонбук Хюндай Моторс     | «Кьоннам»                |
| 2019 | Чонбук Хюндай Моторс     | «Ульсан Хюндай»          |
| 2020 | Чонбук Хюндай Моторс     | «Ульсан Хюндай»          |
| 2021 | Чонбук Хюндай Моторс     | «Ульсан Хюндай»          |
| 2022 | «Ульсан Хюндай»          | Чонбук Хюндай Моторс     |
| 2023 | «Ульсан Хюндай»          | Пхохан Стілерс           |
| 2024 | «Ульсан Хюндай»          | «Канвон»                 |
| 2025 |                          |                          |

## Список чемпіонів
- «Чонбук Хюндай Моторс» — 9 (2009, 2011, 2014, 2015, 2017, 2018, 2019, 2020, 2021)
- «Соннам Ільва Чонма» — 7 (1993, 1994, 1995, 2001, 2002, 2003, 2006)
- «Сеул» — 6 (1985, 1990, 2000, 2010, 2012, 2016)
- «Пхохан Стілерс» — 5 (1986, 1988, 1992, 2007, 2013)
- Ульсан Хюндай — 5 (1996, 2005, 2022, 2023, 2024)
- «Пусан Ай Парк» — 4 (1984, 1987, 1991, 1997)
- «Сувон Самсунг Блювінгс» — 4 (1998, 1999, 2004, 2008)
- «Алілуя» — 1 (1983)
- «Чеджу Юнайтед» — 1 (1989)